# Berka/Werra
Berka/Werra is een plaats en voormalige gemeente in de Duitse deelstaat Thüringen en maakte deel uit van de Wartburgkreis.
Berka/Werra telde  inwoners.
De gemeente omvatte naast de stad Berka/Werra de dorpen Fernbreitenbach, Gospenroda, Herda met Hausbreitenbach en Kratzeroda, Horschlitt met Auenheim-Rienau, Vitzeroda met Abteroda en Gasteroda, en Wünschensuhl.
Op 1 januari 2019 fuseerde de gemeente met Dankmarshausen, Dippach en Großensee tot de gemeente Werra-Suhl-Tal.
Abteroda · Auenheim-Rienau · Berka/Werra · Dankmarshausen · Dippach · Fernbreitenbach · Gasteroda · Gospenroda · Großensee · Hausbreitenbach · Herda · Horschlitt · Kratzeroda · Vitzeroda · Wünschensuhl